# Simone D'Ambrosio
Simone D'Ambrosio (12 dicembre 1996) è un tiratore a volo italiano, vincitore della medaglia d'oro nel tiro a volo nella specialità Mixed Team Olympic Trap alle Universiadi 2019.
Bronzo Individuale e oro a squadre nel Campionato Italiano Interforze 2021
Oro nel Campionato Italiano Interforze nel 2019 
Argento al Gran Prix di Malta nel 2018
Bronzo individuale e argento a squadre nel Mondiale Universitario 2018 a Kuala Lumpur. 
Vincitore della Coppa del Mondo Senior in India nel 2017 con record mondiale Issf. 
Vincitore del Gran Prix in Kazakistan anno 2018 e anno 2019
Vincitore all’ Europeo Junior 2017 a Lonato (BS) 
Argento alla Coppa del Mondo in Azerbaijan, anno 2016 
Vincitore al Mondiale Junior fossa universale a Maribor (Slovenia) anno 2013 
Argento all’Europeo Junior nella fossa universale in Portogallo, anno 2014